# 9329 Nikolaimedtner
A 9329 Nikolaimedtner (ideiglenes jelöléssel 1990 EO) a Naprendszer kisbolygóövében található aszteroida. Eric Walter Elst fedezte fel 1990. március 2-án.